# Ammerland-Klinik Westerstede
Die Ammerland-Klinik Westerstede ist eine Einrichtung des Landkreises Ammerland und dient als Krankenhaus der medizinischen Grundversorgung der Bevölkerung in einem überregionalen Einzugsgebiet. 

## Geschichte
Im Zweiten Weltkrieg wurde auf dem Areal der Klinik ein Gebäude der Wehrmacht in ein Lazarett umfunktioniert. Nach dem Kriegsende 1945 entstand daraus eine Landeskrankenanstalt. Der Landkreis Ammerland übernahm 1950 das kleine Krankenhaus mit deutlich weniger als 100 Betten. Durch die stark angestiegene Nachfrage musste die Klinik im nächsten Jahrzehnt für die Abteilungen Chirurgie, Gynäkologie/Geburtshilfe und Innere Medizin auf 170 Betten erweitert werden. Weil das Hospital trotzdem permanent überbelegt war, gab es immer neue Erweiterungs- und Umbauten. Außerdem wurde das bisher angeschlossene Altersheim aufgelöst und das Gebäude in eine Belegstation mit 30 Betten für die Augen- und HNO-Heilkunde umgebaut.
1961 erwarb der Landkreis Westerstede das gesamte Grundstück mit allen Gebäuden und verwandelte die Landeskrankenanstalt in ein Kreiskrankenhaus. Die Umsetzung des neu erstellten Umbau- und Erweiterungsplans führte in den folgenden Jahrzehnten zu erheblichen Erweiterungen und Modernisierungen der Klinik. Dazu wurden viele auf dem Areal stehende Gebäude für das Krankenhaus umgebaut und das Hospital im ersten Bauabschnitt durch mehrere neue Gebäude schrittweise auf 440 Betten erweitert.
Im Jahr 2000 konnte der zweite Bauabschnitt vollendet und der neue fünfgeschossige Betten- und Funktionstrakt bezogen werden. 2005 entstand im Rahmen des dritten Bauabschnitts ein zusätzliches viergeschossiges Bettenhaus. Hinzu kam 2006 die Installation von zwei zusätzlichen Operationssälen. 2011 entstand ein neues Ärztehaus. 2013 wurde der Komfortbereich für Wahlleistungs-Patienten sowie das Logistikzentrum mit Apotheke, EDV, Technik und Zentrallager in Betrieb genommen. Weil in der Frauenklinik in Westerstede jährlich rund 900 Kinder zur Welt kommen, wurde am 8. Mai 2024 ein dritter Kreißsaal eröffnet. 
In der Gegenwart ist die Ammerland-Klinik Westerstede eine GmbH mit 375 Betten und dient der überregionalen Grund- und Regelversorgung der Bevölkerung. Jährlich werden rund 21.400 Patienten stationär und 57.800 ambulant von über 140 Ärzten und mehr als 360 Pflegekräften behandelt (Stand: 15. Dezember 2023).

## Abteilungen
Das Krankenhaus in Westerstede umfasst die nachfolgend aufgeführten Medizinischen Kliniken, Versorgungszentren und Belegabteilungen (Stand: Januar 2025).

### Medizinische Kliniken
- Klinik für Allgemein- und Viszeralchirurgie
- Klinik für Anästhesie und operative Intensivmedizin (mit Notfallmedizin)
- Klinik für Frauen (einschl. Geburtshilfe)
- Klinik für Gefäß- und Thoraxchirurgie
- Klinik für Gastroenterologie und Allgemeine Innere Medizin
- Klinik für Geriatrie
- Klinik für Kardiologie
- Klinik für Neurologie (mit Intensivzentrum und Stroke-Unit)
- Klinik für diagnostische und interventionelle Radiologie
- Klinik für Urologie und Kinderurologie

### Notfallzentren
- Notaufnahme
- Chest-Pain-Unit
- Schlaganfall- / Stroke-Unit

### Krebszentren
- Onkologisches Zentrum
- Brustzentrum
- Darmzentrum
- Lungenzentrum
- Ösophaguszentrum
- Pankreaszentrum
- Uroonkologisches Zentrum
- Interdisziplinäre Tumorkonferenz

### Weitere Zentren
- Ambulantes OP-Zentrum
- Beckenbodenzentrum
- Endometriosezentrum
- Gefäßzentrum
- Herzrhythmuszentrum
- Schilddrüsenzentrum
- Shuntzentrum (auch mit Dialyse)
- Thoraxzentrum
- Wundzentrum
- Zentrum für Minimalinvasive und Roboterchirurgie

### Belegabteilungen
Für die relativ kurzen stationären Behandlungen durch Augen- und HNO-Ärzte gibt es einschlägige Belegabteilungen (Stand: Januar 2025).
- Abteilung für Augenheilkunde
- Abteilung für Hals-Nasen-Ohren-Heilkunde

## Besondere Merkmale
Zu den Sonderleistungen der Ammerland-Klinik Westerstede gehört die Funktion eines „Schmerzarmen Krankenhauses“. Die Klinik kooperiert mit dem 2008 nebenan erbauten Bundeswehrkrankenhaus. In den gemeinsam geführten Bereichen Anästhesie, Notfallzentrum, operative Intensivmedizin und Zentral-OP arbeiten die Ärzte und das Pflegepersonal beider Einrichtungen eng zusammen.
Beide Hospitäler bilden zusammen seit 2008 das Klinikzentrum Westerstede, das bis 2030 auf dem bisherigen Parkplatz für ca. 233 Millionen neu und modern gebaut werden soll. Das Klinikzentrum ist außerdem ein Akademisches Lehrkrankenhaus der Medizinischen Hochschule Hannover. 